# Fernando Sainz de Bujanda
Fernando Sainz y Martínez de Bujanda (Granada, 30 de octubre de 1915 - Madrid, 7 de abril de 1999) fue un creador de los estudios de Derecho financiero y tributario en España, catedrático de la Universidad Complutense hasta su jubilación el 1 de enero de 1985 y, posteriormente, profesor emérito. Fue, además Inspector del Timbre (desde 1941) y Letrado de las Cortes (desde 1946), así como académico de número de la Real de Jurisprudencia y Legislación.

## Orígenes familiares y educación
Nacido en el seno de una familia librepensadora, Fernando Sainz y Martínez de Bujanda se educa en los ideales de la Institución Libre de Enseñanza y, por tanto, en la libertad de la ciencia, en el valor del esfuerzo y del trabajo y en la importancia de la ampliación de estudios en el extranjero. Durante los años de su infancia granadina, junto a sus hermanos Teresa, Luis, Juan y Marta, sus padres frecuentan a personalidades como Luis de Zulueta o Manuel de Falla, quienes acabarán también sus días en el exilio americano. En su formación ocupan un lugar destacado las humanidades, muy en especial, la literatura, base, sin duda, de su dominio de la lengua castellana.
Escribió Julián Marías que había conocido a Fernando Sainz Martínez de Bujanda durante la guerra civil: Éramos los dos soldados del ejército republicano, él “miliciano de la cultura” en Artillería; yo en servicios auxiliares: cuartel, guardias, trabajos diversos de traducción (...) Fernando era granadino, unos meses más joven que yo, alegre, ingenioso, divertido. Los padres de don Fernando, junto a la pequeña Marta,  hubieron de exiliarse tras la guerra. En efecto, Fernando Sainz Ruiz, su padre, nacido en Granada en 1891, fue inspector de enseñanza, consejero de instrucción pública y diputado socialista en las Cortes Constituyentes de 1931. Su esposa María Teresa Martínez de Bujanda y Sáinz de Baranda, era también educadora e inspectora de enseñanza. El exilio de su padre tras la Guerra Civil fue definitivo, Fernando Sainz (padre) ejerció de profesor en la Escuela Normal y de la Universidad en la República Dominicana, y residió luego en Puerto Rico y Estados Unidos de América, donde  falleció en Chicago en 1957. María Teresa había regresado antes a Madrid,  en 1948,  y recuperado su plaza de inspectora. Fernando Sainz Martínez de Bujanda se casó con Pilar Moreno antes del fin de la guerra, y tuvo cuatro hijos: Pilar, Fernando, Elena y Javier.

## Fe en la fuerza transformadora del Derecho
Tras la guerra civil, férreamente controlado el país por los vencedores, Sainz de Bujanda concibe que solo la reforma y la creación de instrumentos legislativos sólidamente enraizados en nuestra tradición jurídica permitirán la configuración a paso lento de un Estado de Derecho. De alguna forma, desde la desafección hacia el franquismo, pero también desde la forzada aceptación del silencio impuesto a todos, Sainz de Bujanda cree que la razón se abrirá camino a través de las instituciones jurídicas. Esta será, entre otras, su apuesta por una Ley General Tributaria. En esta línea publica en fecha tan temprana y difícil como 1945 en la Revista de Derecho privado, un largo artículo titulado “Concepto y contenido del Derecho Financiero”. Un fruto en el erial, ciertamente, y la semilla de cuanto debería llegar después de su mano. Fue miembro de la Comisión redactora de la Ley de Sociedades Anónimas presidida por Joaquín Garrigues en 1951.
Funda en 1951 la Revista de Derecho Financiero y de Hacienda Pública, que dirigió hasta 1969, y en 1974, la Revista Española de Derecho Financiero en la editorial Civitas, en la que ocupó la presidencia del Consejo de redacción hasta su fallecimiento. El centro de su vida durante más de medio siglo fue su domicilio y despacho ubicado en Serrano, 16, el lugar en el que recibiría a sus discípulos. Fernando Cervera ha descrito como en Serrano, 16 la sensación de sosiego absoluto, de silencio, de calma, que se palpaba con todos los sentidos. Un ambiente, una atmósfera (quizá “azoriniana”) que curiosamente se percibía aún con más acuidad cuando se retornaba al bullicio y el tráfico de la calle Serrano. Todo en él parecía invitar al estudio, al trabajo intelectual....
Para Juan Martín Queralt, Sainz de Bujanda huía de la notoriedad y era celoso guardián de su intimidad, de su tiempo, de todo aquello que le alejaba del estudio, del silencio de su mundo. Jaime García Añoveros acertó al describir que Sainz de Bujanda se opuso, en toda su obra, no a nadie en concreto, sino al tecnócrata, al ejecutivo avasallador de las formas que garantizan el respeto de las personas, al sujeto carismático y prepotente, fuera de derechas,  izquierdas o  centro; era una persona encajada en la cultura y el modo de ser de lo que llamaríamos el pensamiento moderno. Creía en el Derecho; no en el que había, sino en el que se construía, se ganaba en lucha frente a quienes lo despreciaban.
Ramón Falcón señala que, más allá de las aportaciones concretas, que hoy forman parte del acervo común, Sainz de Bujanda nos ha legado un léxico, un sistema de conceptos y términos, sin el cual no hubiera sido posible la compresión cabal de la Hacienda Pública.
Fernando Sáinz de Bujanda es el creador de la moderna Escuela Española del Derecho Financiero.

## Los dogmas fundamentales
Francisco Clavijo Hernández ha expuesto con claridad y concisión las que considera cuatro aportaciones esenciales de Sainz de Bujanda a la dogmática jurídico-tributaria española: el tributo es una obligación y ésta es la afirmación preeminente de la disciplina; el procedimiento tributario no es más que el cauce por el que discurre la actuación administrativa dirigida a dar eficacia a las pretensiones impositivas derivadas de la Ley; ha de distinguirse entre Derecho tributario material y Derecho tributario formal; y, en último lugar: no existe una potestad de imposición, sino un conglomerado de potestades tributarias.

## Una pléyade de discípulos
Sainz de Bujanda, obtuvo la cátedra de Hacienda Pública y Derecho Fiscal de la Universidad de Madrid en 1958. Desde entonces inició un largo combate por la creación de una cátedra propia para el Derecho financiero y tributario, lo que tras numerosos avatares consiguió mediante una orden ministerial de 1970. Antes y después, la misión y la vocación del maestro fue la formación de sus discípulos, quienes han llegado a formar una escuela presente en la mayoría de universidades españolas. Como ha destacado con precisión y elegancia Carlos Palao Taboada, Don Fernando tuvo la gran satisfacción de presenciar el enorme éxito de la empresa en la que puso sus mayores esfuerzos e ilusiones, la sólida implantación del Derecho financiero y tributario como disciplina científica. Este éxito ha superado ampliamente sus máximas aspiraciones...

## Los últimos años
En los últimos años de su vida, como describió Marías, invadió a Sainz de Bujanda un pesimismo cósmico, un desaliento que afectaba a todo y que no conseguía entender bien. Se retiró sin esperar, lo que le honra, ni recibir, lo que dice mucho y mal de sus contemporáneos, los honores y el apoyo que merecía como muy poca gente merece. Vio con preocupación el proceso autonómico, cuyo desarrollo creía incompatible con su idea de España. Las contribuciones de los dos hijos varones de Sainz de Bujanda, Fernando y Javier Sainz Moreno, a la obra de homenaje publicada en 2003 por la Facultad de Derecho, constituyen dos bellas y distintas evocaciones de su padre: la de Fernando Sainz, últimas conversaciones con mi padre, es la evocación intimista de una larga vida a través del prisma de la senectud; la de Javier Sainz, Fernando Sainz de Bujanda: semblanza familiar, personal e intelectual, la reflexión serena y fundada de un hijo sobre la historia de su padre. A través de ambos escritos se desvelan los rasgos más sobresalientes de la personalidad del maestro en el tiempo histórico en el que se desarrolló su vida.
Magín Pont Mestres, en su última lección, pronunciada en el Paraninfo de la Universidad de Barcelona, el 20 de enero de 2005, señalaba que, con el profesor Sainz de Bujanda, figura señera, pionero en la investigación y en la enseñanza del Derecho tributario en España (...), el país está en deuda.
La rica biblioteca de don Fernando se conserva en el Instituto de Estudios Fiscales.

## Obras principales
- Sainz de Bujanda, Fernando. Hacienda y Derecho. Tomo I (1955) (2ª edición, 1962), Tomo II (1962), Tomo III (1963), Tomo IV (1966), Tomo V (1967), Tomo VI (1973). Instituto de Estudios Políticos.
- Sainz de Bujanda, Fernando. Sistema de Derecho financiero. Tomo I, volumen I (1975), Tomo I, Volumen II (1985). Facultad de Derecho de la Universidad Complutense.

Las dos principales relaciones de obras del profesor Sainz de Bujanda han sido elaboradas por Alejandro Blázquez Lidoy y Pedro M. Herrera Molina (para la obra incluida en la colección de Maestros Complutenses, págs. 407-418) y por José Antón Pérez (para el número monográfico de la Revista Española de Derecho financiero, págs. 795-803). Ver las referencias en la bibliografía.
- Obras en el catálogo del WorldCat

- Obras en el catálogo de la Biblioteca de la Universidad Complutense de Madrid

- Obras en el catálogo de la Biblioteca de la Universidad de Barcelona